# Catedral de Encarnación
La Catedral de la Encarnación o simplemente Catedral de Encarnación  es el nombre que recibe un edificio religioso afiliado a la Iglesia católica que se encuentra ubicada en pleno centro de la localidad de Encarnación ciudad que es la capital del Departamento de Itapúa en el extremo meridional del país sudamericano de Paraguay.
La actual estructura data de los esfuerzos que comenzaron en 1913 y que continuaron entre 1928 y 1938 cuando fue abierta. Remonta su historia a otras iglesias  como la de 1718 en la actual plaza de Armas y otra de 1848 en el mismo lugar. Para las celebraciones del Bicentenario se le hicieron trabajos de mejora de la iluminación.
El templo sigue el rito romano o latino y es la sede de la diócesis de Encarnación (Dioecesis Sanctissimae Incarnationis) que fue creada como prelatura territorial en 1957 y fue ascendida a su actual estatus mediante la bula " Crevisse iam" del entonces papa Juan Pablo II.
Se encuentra bajo la responsabilidad pastoral del obispo Francisco Javier Pistilli Scorzara.

## Véase también

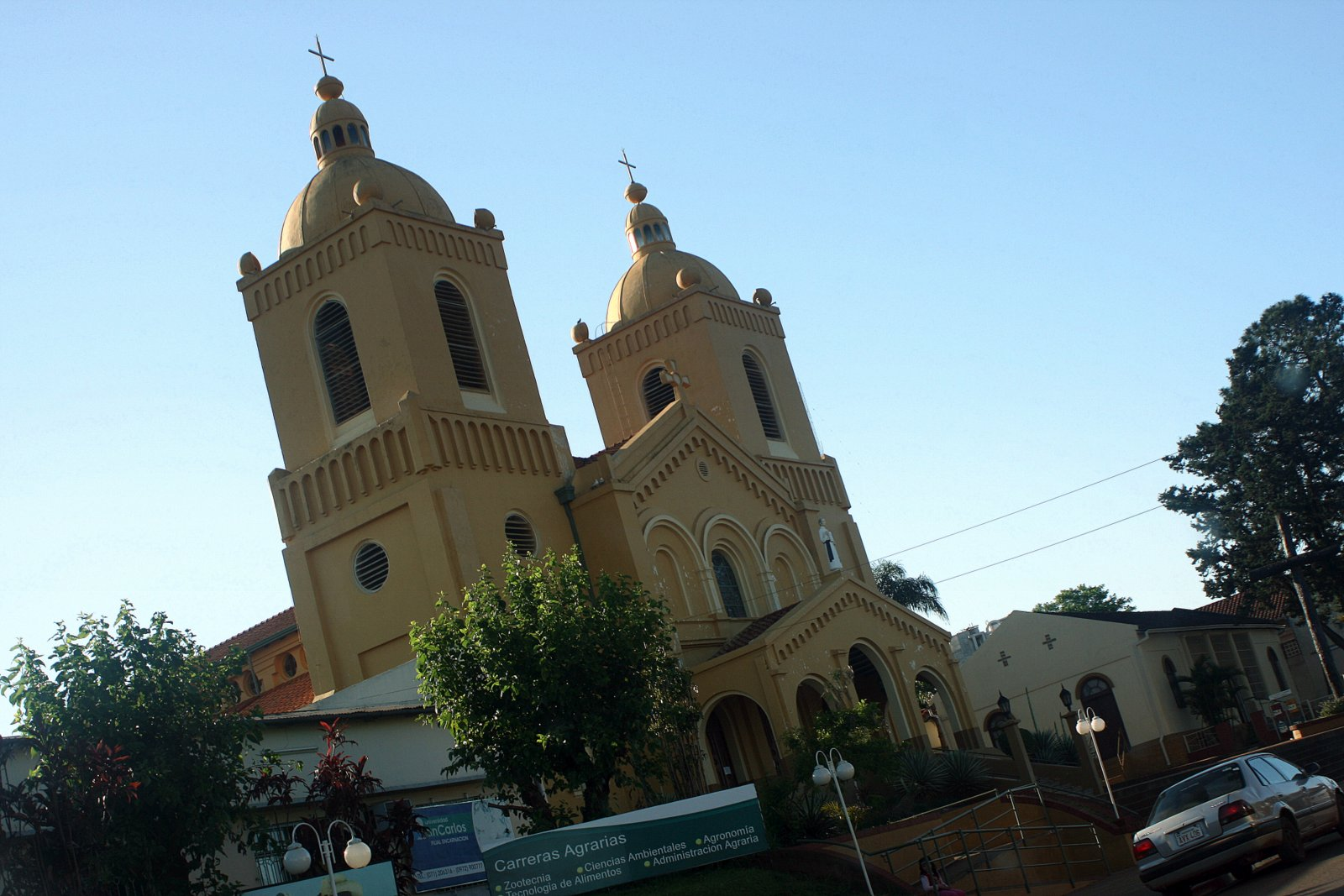
Otra vista del templo